# Iglesia de San Francisco (San Marino)
La Iglesia de San Francisco (en italiano: Chiesa di San Francesco ) es una iglesia católica situada en la Ciudad de San Marino, en el país del mismo nombre.
El convento y la iglesia adyacente se basaron inicialmente en Murata, cerca de la ciudad de San Marino, pero más tarde el Papa Clemente VII concede la mudanza de la iglesia y el convento a la ciudad de San Marino, porque en Murata había peligro de las incursiones de la Casa de Malatesta. 
La construcción fue iniciada en 1351 y terminada hacia el 1400.